# Benigno Mejía
Benigno Mejía Cruz (Ciudad de Guatemala, 11 de junio de 1911-Ciudad de Guatemala, 2004) es un compositor y clarinetista de Guatemala. 

## Vida
Estudió en la Escuela de Sustitutos, hoy Escuela Militar de Música, de la Banda Sinfónica Marcial, cursando clarinete con Bernardo de Jesús Coronado y composición con Franz Ippisch. Por muchos años fue clarinetista en la Orquesta Sinfónica Nacional de Guatemala. Como compositor adquirió una técnica tradicional de mucha solvencia, la cual le permitió diseñar y desarrollar sus obras de valoración de la herencia musical autóctona.Benigno Mejía se ha interesado por la investigación organológica, desarrollando diversos instrumentos de viento a partir de materiales criollos como el bambú y el tecomate. Fue director fundador del conjunto Flor de Retama, que en 1972 se convirtió en Herencia Maya Quiché dirigida por Fernando Morales Matus, notable marimbista Guatemalteco, con la participación de notables músicos de la tradición folklórica de Guatemala. Esta agrupación llevó al escenario danzas dramáticas de la tradición oral , junto al Ballet Folklórico y Moderno fundado y dirigido por Julia Vela. Esta trilogía incluye las danzas El Paabanc, El Urram y Boda en San Juan Sacatepéquez.

## "Obras"
Obras orquestales
- 20 de Octubre, poema sinfónico
- Suite Regional
- Concierto para clarinete y orquesta
- Concierto para marimba y orquesta
- Fantasía de sones y barreños
- Rapsodia indígena No. 1
- Rapsodia indígena No. 2
- Fantasía guatemalteca 🇬🇹
- Concertante para 2 marimbas y orquesta

Marchas
- Apolo y Marte
- Aulas musicales
- Jefes y artistas
- Tierra de paz y alegría

Piezas de salón
- Fascinación, vals
- Danzando entre jardines, schotís

Marimba
- Fantasía guatemalteca
- Rapsodia Indígena No. 2
- Concertante para marimba completa

Marchas Fúnebres
- Lágrimas de María Magdalena

Benigmo Mejía es un magnífico afinador de pianos. Ha creado algunos instrumentos teniendo como base los instrumentos autóctonos de Guatemala. 